# Moritzmonument (Dresden)

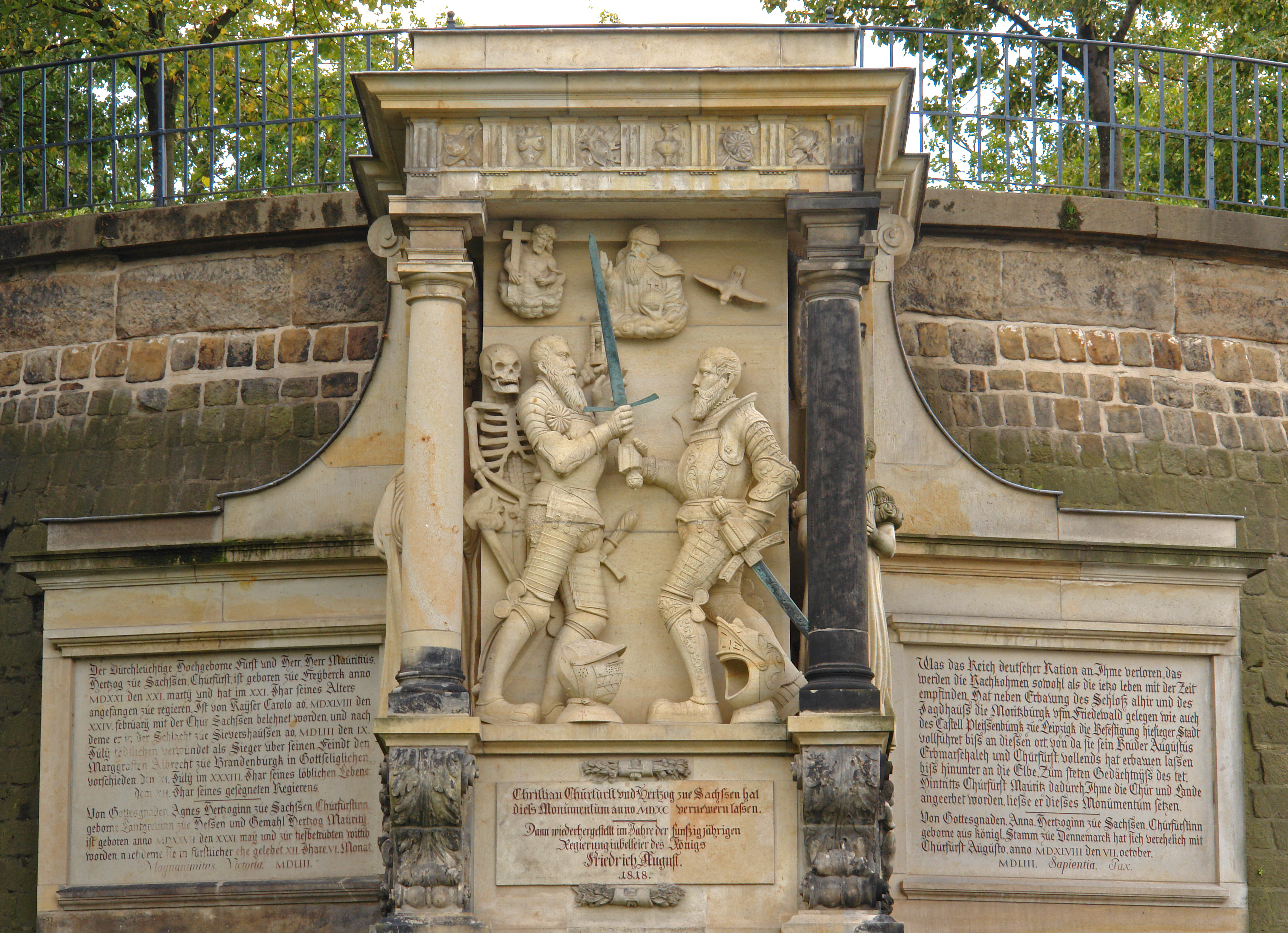
Kopie des Moritzmonuments an der Brühlschen Terrasse
(Die Gemahlinnen sind nicht zu sehen, da sie hinter den Säulen versteckt sind)

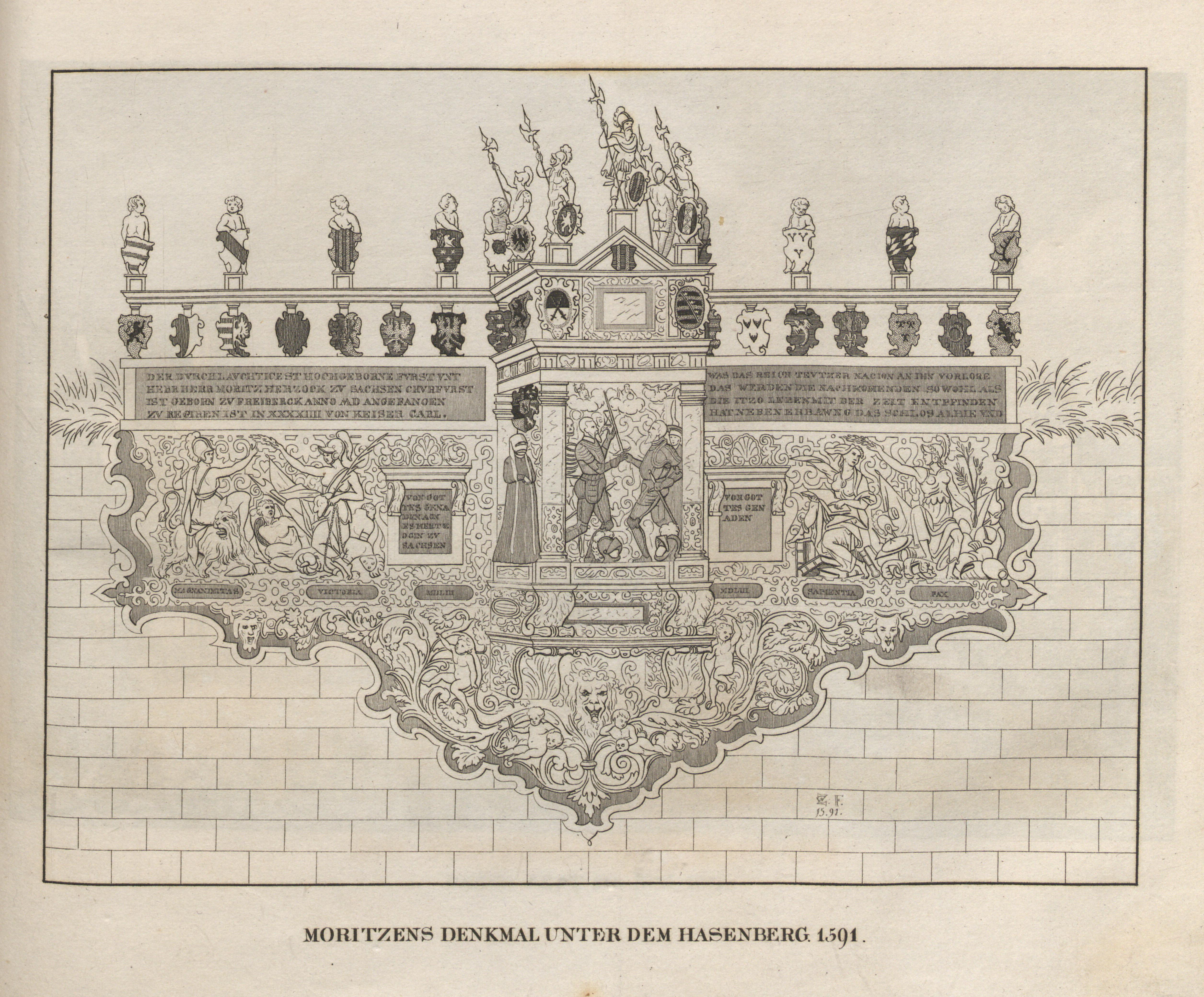
Moritzens Denkmal unter dem Hasenberg 1591

Das Moritzmonument ist ein Sandsteindenkmal an der Außenmauer der Jungfernbastei in Dresden. Es befindet sich an der Nordostecke der Dresdner Befestigungsanlagen beziehungsweise am östlichen Ende der Brühlschen Terrasse, Ecke Terrassenufer/Hasenberg (Augustusallee). Das Denkmal hat eine Höhe von 6 Metern und eine Breite von 3 Metern. Geschaffen wurde es 1555 von Hans Walther. Das Moritzmonument ist das älteste erhaltene Denkmal Dresdens und war das erste Denkmal, das einem Wettiner gesetzt wurde.
Es zeigt Kurfürst Moritz, wie er seinem Bruder August das sächsische Kurschwert überreicht. Hinter Moritz steht der Tod mit einer Sanduhr in der Hand. Neben den beiden Kurfürsten sind ihre Gemahlinnen mit Wappen dargestellt – Agnes von Hessen und Anna von Dänemark. Agnes trägt Witwentracht und Anna modische Hofkleidung. Darüber ist die heilige Dreifaltigkeit dargestellt durch Gottvater mit der Weltkugel, Jesus Christus als Schmerzensmann mit dem Kreuz und dem Heiligen Geist in Gestalt der Taube. Das Denkmal steht auf Yenidzeonsolen und trägt auf seitlichen Tafeln ausführliche Inschriften zu Ehren des Kurfürsten Moritz.
Paul Schumann schreibt über das Moritzmonument 1909: „Der Entwurf des Denkmals ist in seiner Einfachheit nicht ohne Größe, doch fehlt es der sorgfältigen Ausführung an Leben und Schwung. Noch wirksamer möchte es gewesen sein, wenn es im Glanz von Gold und Farben erstrahlte, wie es uns die Zeichnung des Hofmalers Zacharias Wehme von 1591 zeigt, die einer nicht zustande gekommenen Erweiterung des Denkmals zugrunde gelegt werden sollte.“
Historischer Hintergrund der Darstellung ist, dass Moritz 1553 in der Schlacht bei Sievershausen tödlich verwundet wurde. Da er ohne Nachkommen war, ging die Kurfürstenwürde auf seinen jüngeren Bruder August über.
Zum Zeitpunkt von Moritz’ Tod wurden die Dresdner Festungsanlagen ausgebaut. Das Moritzmonument wurde ursprünglich an der Stelle der Festung angebracht, die den Fortschritt der Baumaßnahmen zum Zeitpunkt seines Todes darstellt. Dies war an der Spitze der Hasenberg-Bastion. Das Moritzmonument wurde 1818 und 1871 restauriert und umgesetzt, bis es 1895 an seinem heutigen Platz aufgestellt wurde.
Im Jahr 2000 wurde das Moritzmonument durch eine Kopie ersetzt. Das Original war danach in den Kasematten unter der Brühlschen Terrasse, dem Museum Festung Dresden, aufgestellt. Infolge der Elbeflut 2013 wurde das Monument aus der Festung geborgen und konserviert. Es befindet sich seit 2017 als Teil einer neuen Dauerausstellung im Kurfürstensaal des Dresdner Residenzschlosses.